# Eddyville (Nebraska)
Eddyville es una villa ubicada en el condado de Dawson en el estado estadounidense de Nebraska. En el Censo de 2010 tenía una población de 97 habitantes y una densidad poblacional de 135,7 personas por km².

## Geografía
Eddyville se encuentra ubicada en las coordenadas 41°0′44″N 99°37′26″O / 41.01222, -99.62389. Según la Oficina del Censo de los Estados Unidos, Eddyville tiene una superficie total de 0.71 km², de la cual 0.71 km² corresponden a tierra firme y (0%) 0 km² es agua.

## Demografía
Según el censo de 2010, había 97 personas residiendo en Eddyville. La densidad de población era de 135,7 hab./km². De los 97 habitantes, Eddyville estaba compuesto por el 90.72% blancos, el 0% eran afroamericanos, el 0% eran amerindios, el 0% eran asiáticos, el 0% eran isleños del Pacífico, el 9.28% eran de otras razas y el 0% pertenecían a dos o más razas. Del total de la población el 9.28% eran hispanos o latinos de cualquier raza.